# Jefferson City
Jefferson City er hovedstad i den amerikanske delstat Missouri, byen blev grundlagt i 1825 og er opkaldt efter den amerikanske præsident Thomas Jefferson. Byen har 43.228(2020) indbyggere og er administrativt centrum i det amerikanske county Cole County.

## Venskabsbyer
- Münchberg, Tyskland